# جن استرلینگ
جن استرلینگ (انگلیسی: Jan Sterling؛ ۳ آوریل ۱۹۲۱ – ۲۶ مارس ۲۰۰۴) یک هنرپیشه اهل ایالات متحده آمریکا بود. وی بین سال‌های ۱۹۴۷ تا ۱۹۸۸ میلادی فعالیت می‌کرد.

## بخشی از فیلمشناسی
- جانی بلیندا (۱۹۴۸)
- در زنجیر (۱۹۵۰)
- خیابان راز (۱۹۵۰)
- تک‌خال در حفره (۱۹۵۱)
- رابارب (۱۹۵۱)
- متکبرها (۱۹۵۴)
- ۱۹۸۴ (۱۹۵۶)
- هرچه سخت‌تر به زمین می‌خورند (۱۹۵۶)[۳]